# Söderport, Stockholm

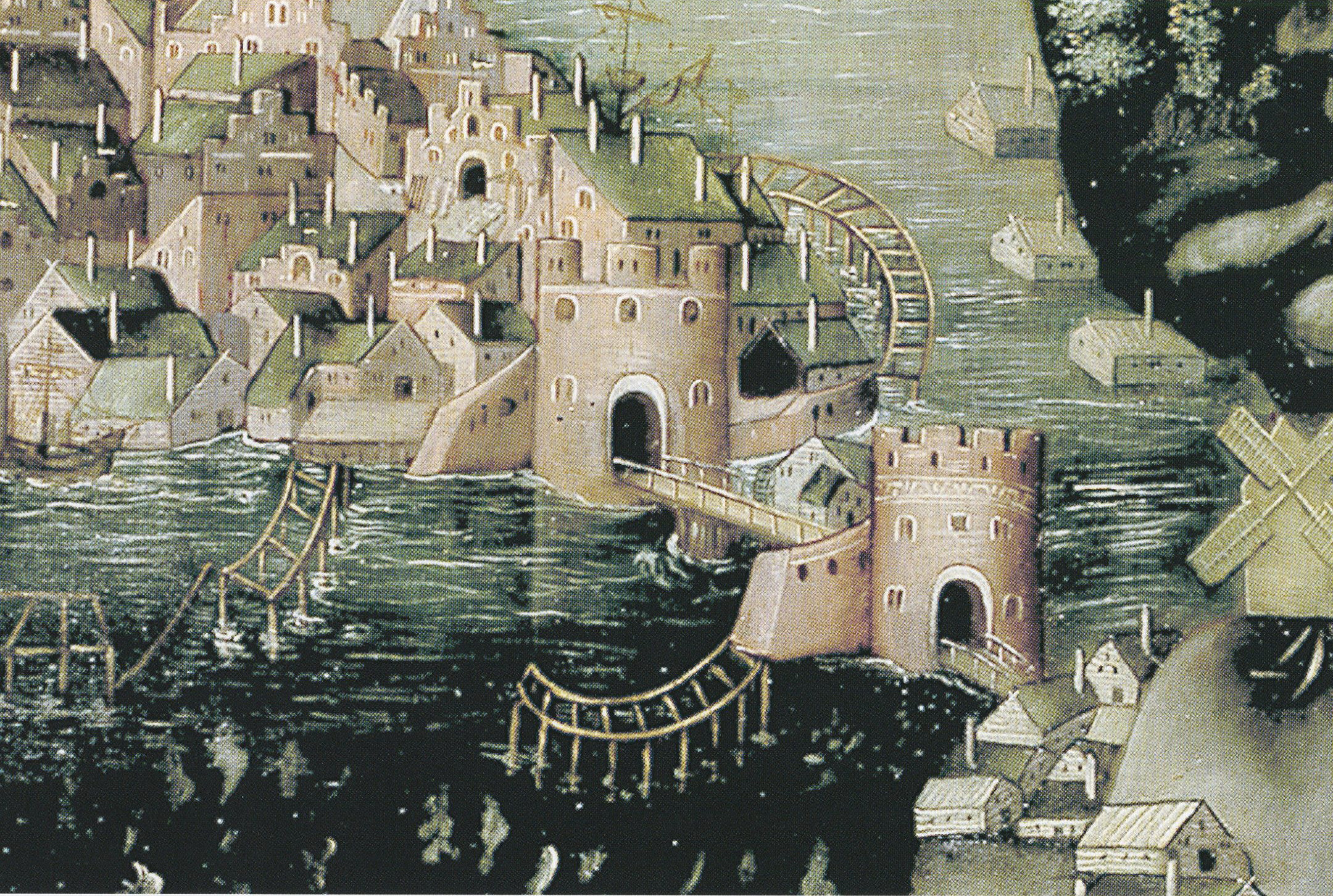
Söderport på Vädersolstavlan 1535. I bildmitt syns inre Söderport och till höger yttre Söderport som senare blev Mellanport.

Söderport var en del av Stockholms medeltida försvar belägen vid landtungan mellan Gamla stan och Södermalm i dagens Slussenområde. Söderport omtalas skriftligt första gången år 1409. Anläggningen bestod tidvis av minst tre torn som byggdes om och moderniserades med korta mellanrum, dels för att hålla takt med befästningskonstens senaste krav och dels på grund av svåra markförhållanden.
Söderport som försvarsverk försvann med Stockholms stadsförnyelse på 1640-talet.
De sista resterna av yttre Södertorns vallanläggning grävdes bort i mitten av 1950-talet i samband med tunnelbanans förlängning från Slussens tunnelbanestation och norrut.

## Historik

### Försvarsanläggning

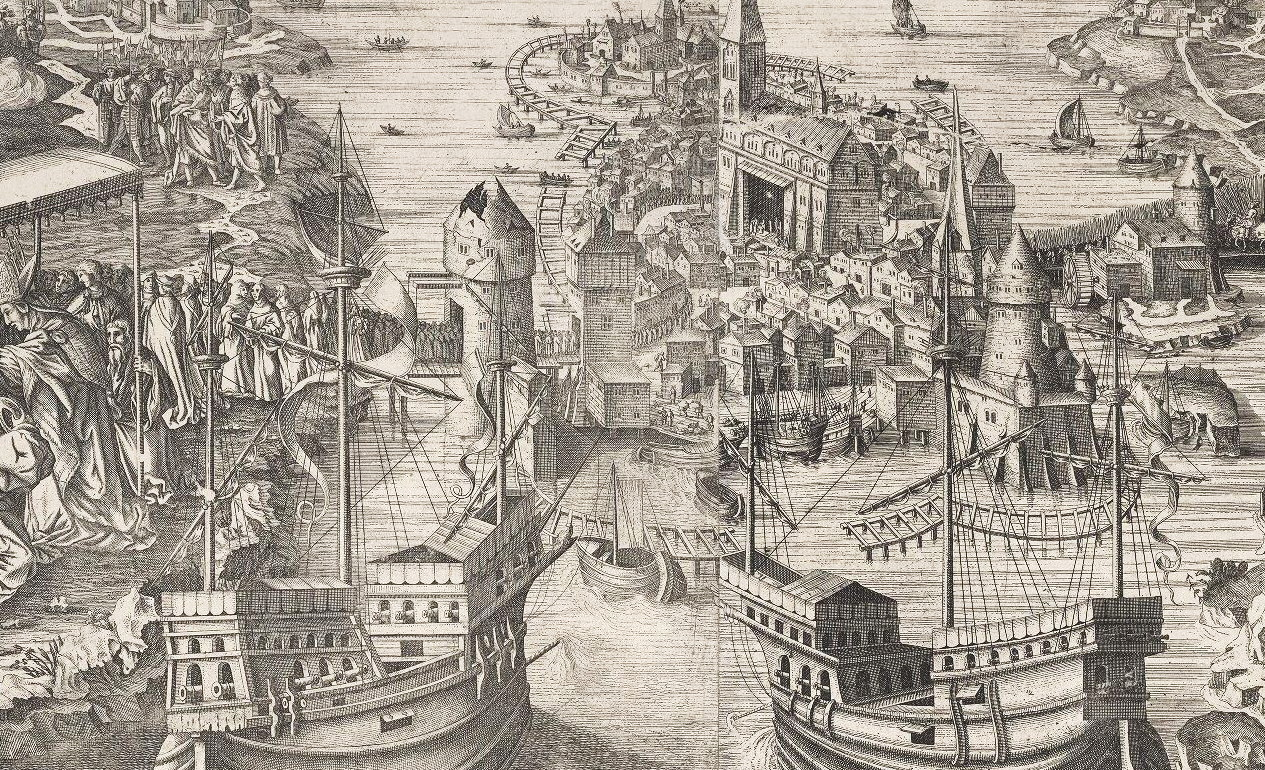
Yttre (i bildmitt) och inre Söderport på Blodbadstavlan från 1524.

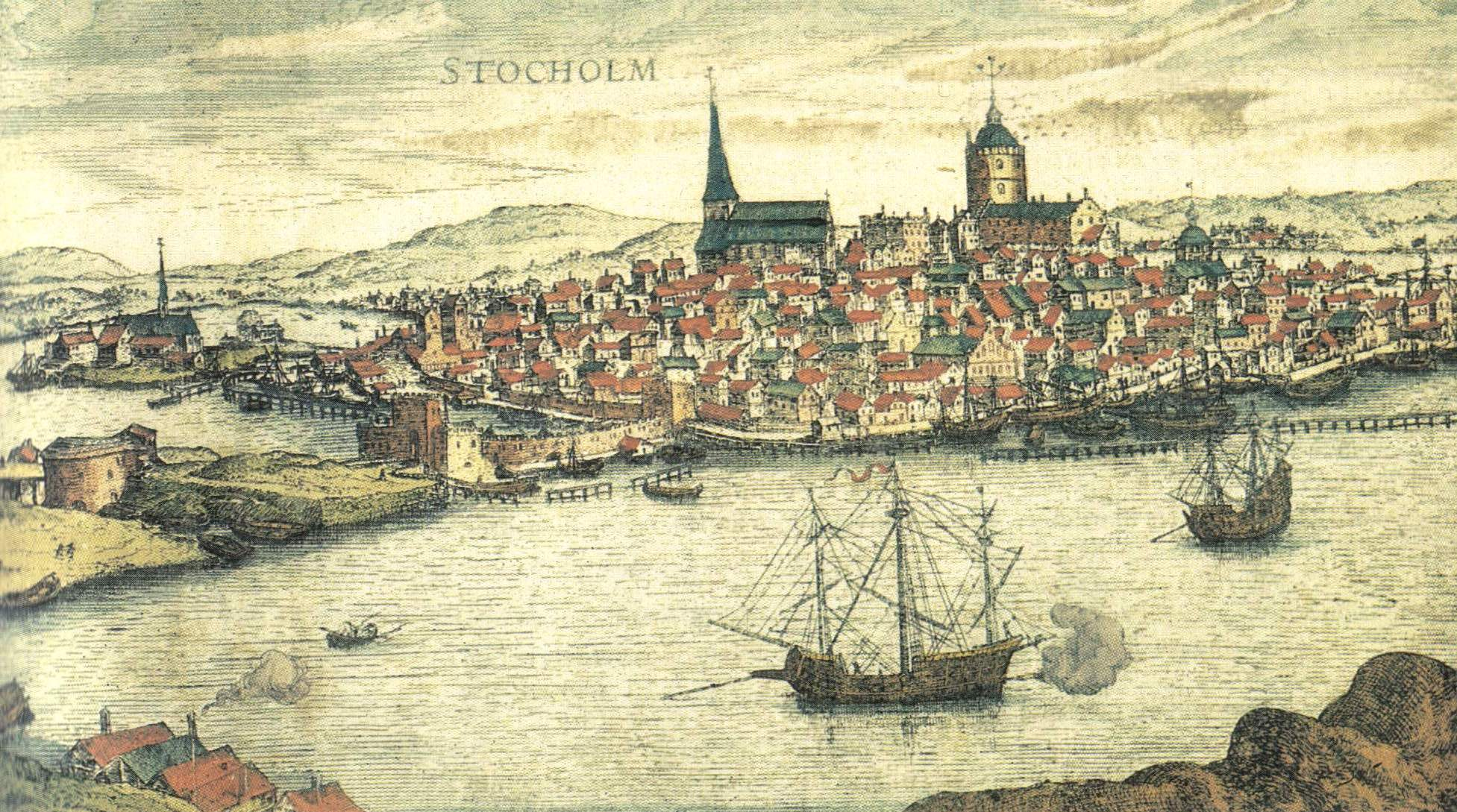
Hogenbergs kopparstick från 1570-talet.

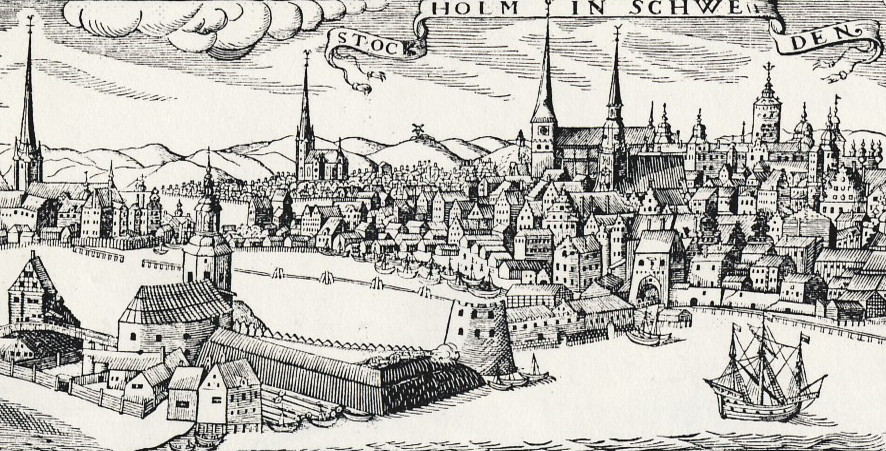
Henrik Keysers panorama från 1637.

Ett fast försvar av Stadsholmen mot syd fanns 1280 och tillkom troligen redan tidigare. Vid den tiden låg den sydligaste delen av Stadsholmen utanför stadsmuren och porten. Hur anläggningen ursprungligen såg ut är idag inte längre möjlig att fastställa eftersom alla spår har blivit bortschaktade.
I början av 1400-talet omtalas två torn, ett inre på Stadsholmens (Gamla stans) sida och ett yttre på landtungan över Söderström, båda syns på Blodbadstavlan från 1524 och Vädersolstavlan från 1535. Här, mellan Kvarnströmen och Lilleström, fanns en kort, men viktig försvarslinje som i samband med Kristian II:s angrepp på Stockholm år 1518 fick sitt elddop. Trots beskjutning kunde de danska trupperna inte betvinga försvarsanläggningen, eller som Olaus Petri uttryckte det: ”Dock kunde han (Kristian II) därmed intet uträtta utan fick där dött folk och sårat”. Det som skadades av danskarnas tunga artilleri reparerades av svenskarna under natten. 
Att Kristian II ändå kunde inta Stockholm den 7 september 1520 berodde på att staden kapitulerade efter påtryckningar och en längre belägring.
Men Kristian II:s tid som Sveriges kung blev kort. Efter Befrielsekriget 1521-1523 kunde Gustaf Vasa inta Stockholm. Händelsen skildras i en monumentalmålning av Carl Larsson (se Gustav Vasas intåg i Stockholm 1523). I hans nationalromantiska tolkning rider Sveriges blivande regent mot inre porttornet över en smyckad vindbro, troligen den över Lilleström. Som framgår av Blodbadstavlan hade yttre södertornet blivit skadat under danskarnas belägring. Drygt tre månader efter Gustav Vasas intåg rasade det samman och var åter uppbyggd först på 1540-talet. Under 1540-talet uppfördes även ett sidotorn (ibland kallad mellantorn) intill det yttre tornet.
Till den södra försvarsanläggningen kom mellan 1548 och 1558 en vallgrav, en försvarsvall och ytterligare ett försvarstorn (”Rondellen”) på Södermalmssidan. Rondellen fick nu heta yttre Södre Torn medan det forna yttre tornet började kallas Mellantornet. Rondellens murar var 3,6 till 4,5 meter tjocka och diametern var 19 meter, grunden bestod av kraftiga gråstenar. Bottenvåningens tak var välvt och bars upp av en mittpelare. Anläggningen med sina tre torn illustreras på Frans Hogenbergs kopparstick från 1570-talet. På Södermalmssidan syns den vattenfyllda vallgraven (med båtar), rondellen med ett lågt porttorn och försvarsvallen. Bortom vallen, som upptog hela området mellan Lilleström och den nya vallgraven, märks mellanportens torn (det forna yttre tornet) och på Gamla stans sida står inre Södre Torn.
Under Johan III:s regeringstid (1568–1592)  skulle Stockholms bebyggelse förskönas. Hans önskan var att ”staden måtte sirligen och på det bästa pynta bliva”, det gällde även försvarsanläggningarna. Samtliga tre torn i det södra försvarsverket försågs med överbyggnader respektive tornspiror. Under Gustav II Adolfs regeringstid (1611–1632) hölls befästningarna vid Söderport i stånd. På Henrik Keysers Stockholmspanorama från 1637 syns yttre södertornets nya halvrunda tak och yttre söderportens tornspira.

### Söderport rivs

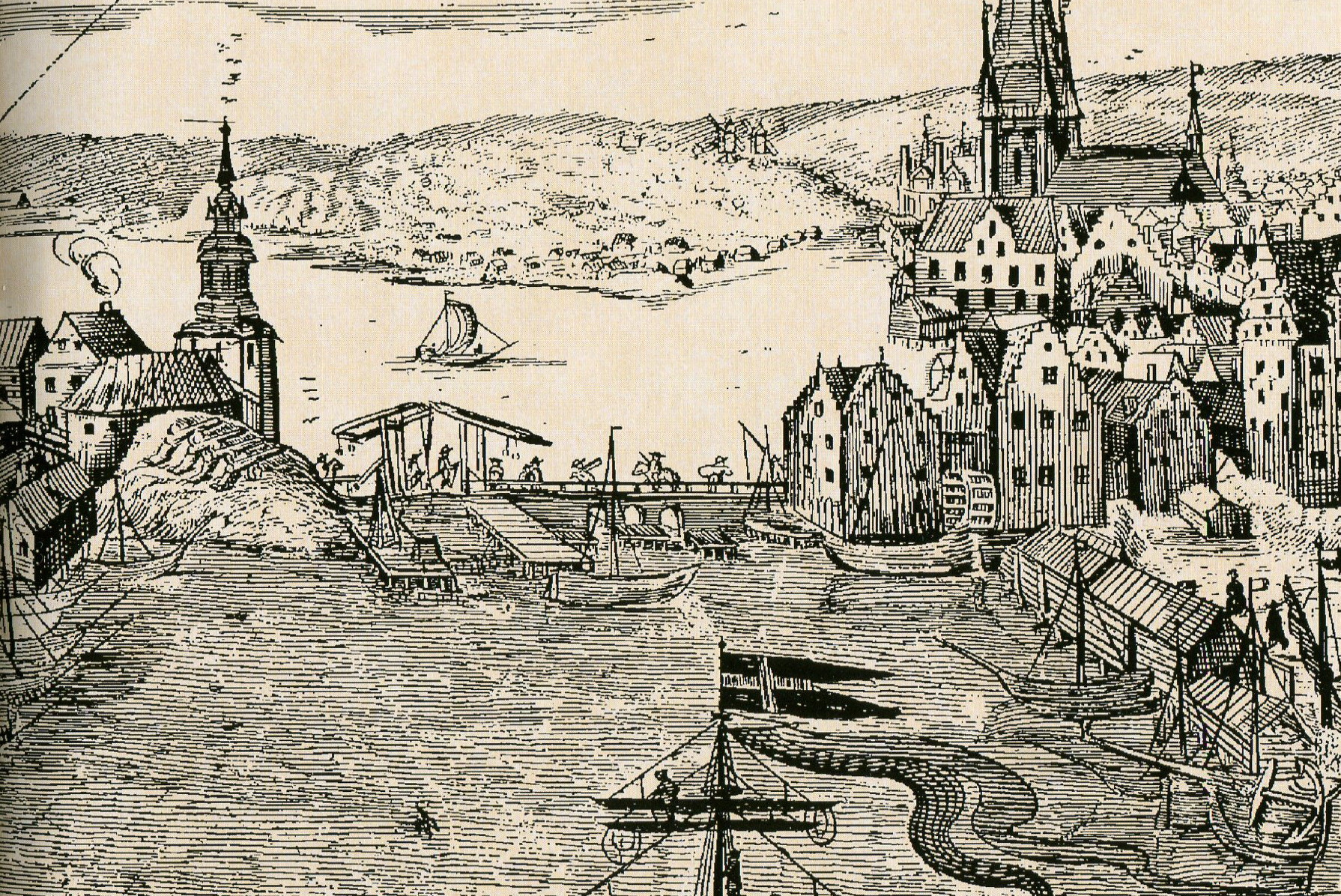
Kopparstick av Wolfgang Hartmann 1650.

Vid 1630- och 1640-talen präglades Stockholm av intensiv stadsplane- och byggverksamhet. Sveriges tid som stormakt hade börjat och den medeltida småstaden skulle på kort tid förvandlas till en av Europas modernaste huvudstäder. Under amiralen och överståthållaren Clas Larsson Fleming utfördes de första regleringarna på Norr- och Södermalm.
Inre söderport försvann redan tidigare tillsammans med västra och östra stadsmuren. Materialet användes både som byggmaterial för nya hus och för nya utfyllnader. Mellantornet revs 1637 i samband med bygget för Drottning Kristinas sluss. Yttre Södertorn blev kvar men hade förlorat sin strategiska betydelse. Stockholms inre försvarslinje hade flyttats till Danviks skans i öst respektive Söder skans i syd. På ett kopparstick gjord till drottning Kristinas kröning 1650 av Wolfgang Hartmann syns (från vänster till höger) "Rondellen" (yttre Södertorn), bakom den söderport med tornspira, framför den stadsvallen med kanoner och den nya slussen med vindbryggan.

### Handelscentrum

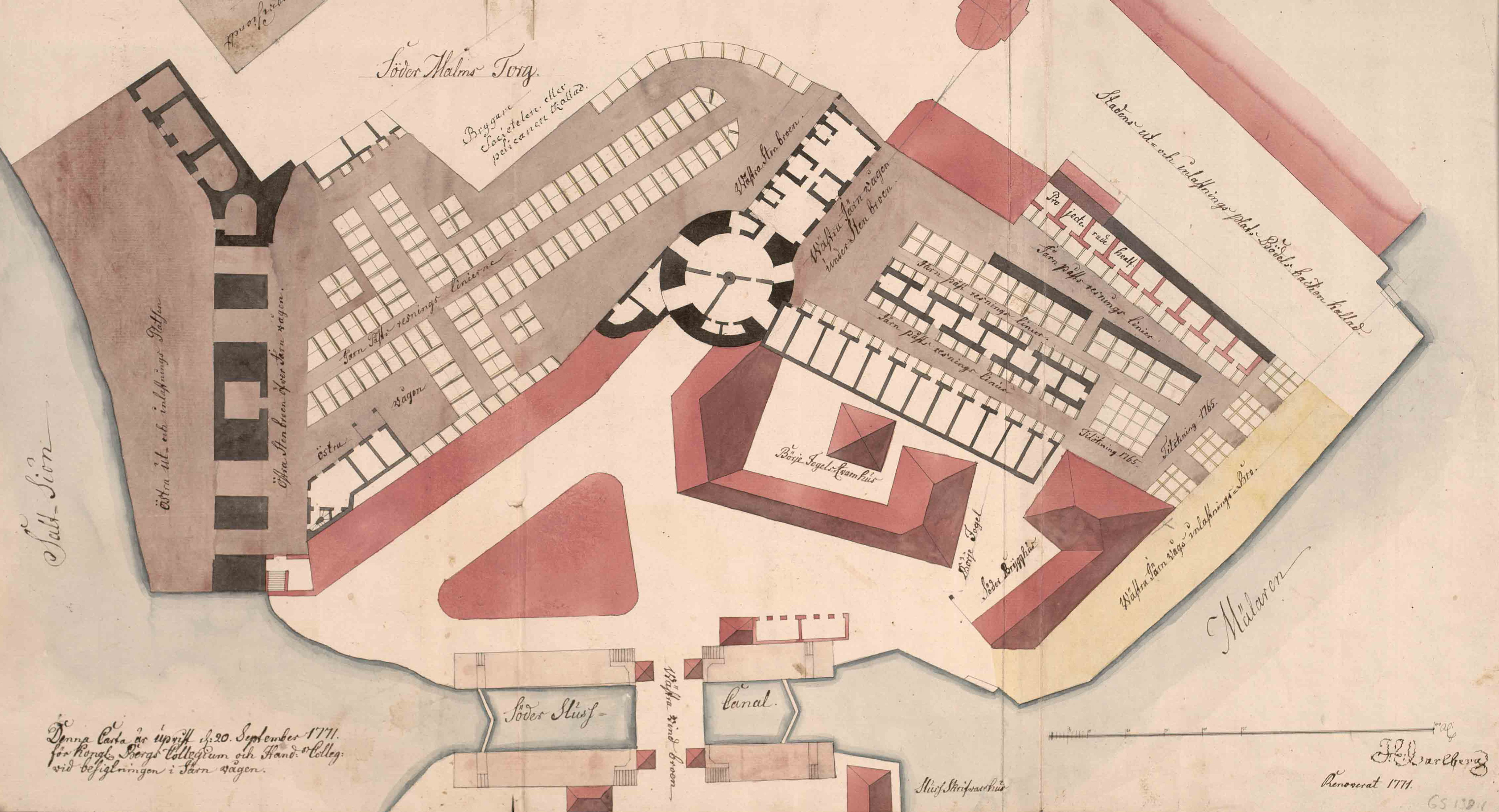
Järngraven och "Rondellen" samt Kristinaslussen 1771 (norr är nedåt).

Istället för befästning blev området ett ekonomiskt centrum för Sveriges järnexport. År 1662 flyttades järnhanteringen och Stockholms järnvåg från Järntorget i Gamla stan hit och den gamla vallgraven blev Järngraven. Hur "Järn-Grafwen" och trakten vid yttre "Södre Torn" tedde sig 1674 syns på en karta i Holms tomtbok.
På en samtida illustration upprättad av Lorenzo Magalotti 1674 framgår att området var befäst med tio kanoner, som stod utplacerade på stadsvallen. På Järngraven syns intensiv verksamhet med hantering av stångjärn som transporteras av så kallade järnbärare från Mälarsidan till Saltsjösidan. Till Mälarsidan anlände järnprodukterna med skuta från Bergslagens talrika hyttor. Tidvis fanns här världens största järnupplag.
År 1698 revs rondellens övre våning och porttornet till grunden. Samma år ”bortfördes södervallen”. På stadsarkitekt Johan Eberhard Carlbergs situationsplan från 1771 framgår den nu torrlagda vallgraven och yttre södertornet med sina tjocka väggar. Tornet har blivit en del av den övriga bebyggelsen vid Järngraven.

### Nutid

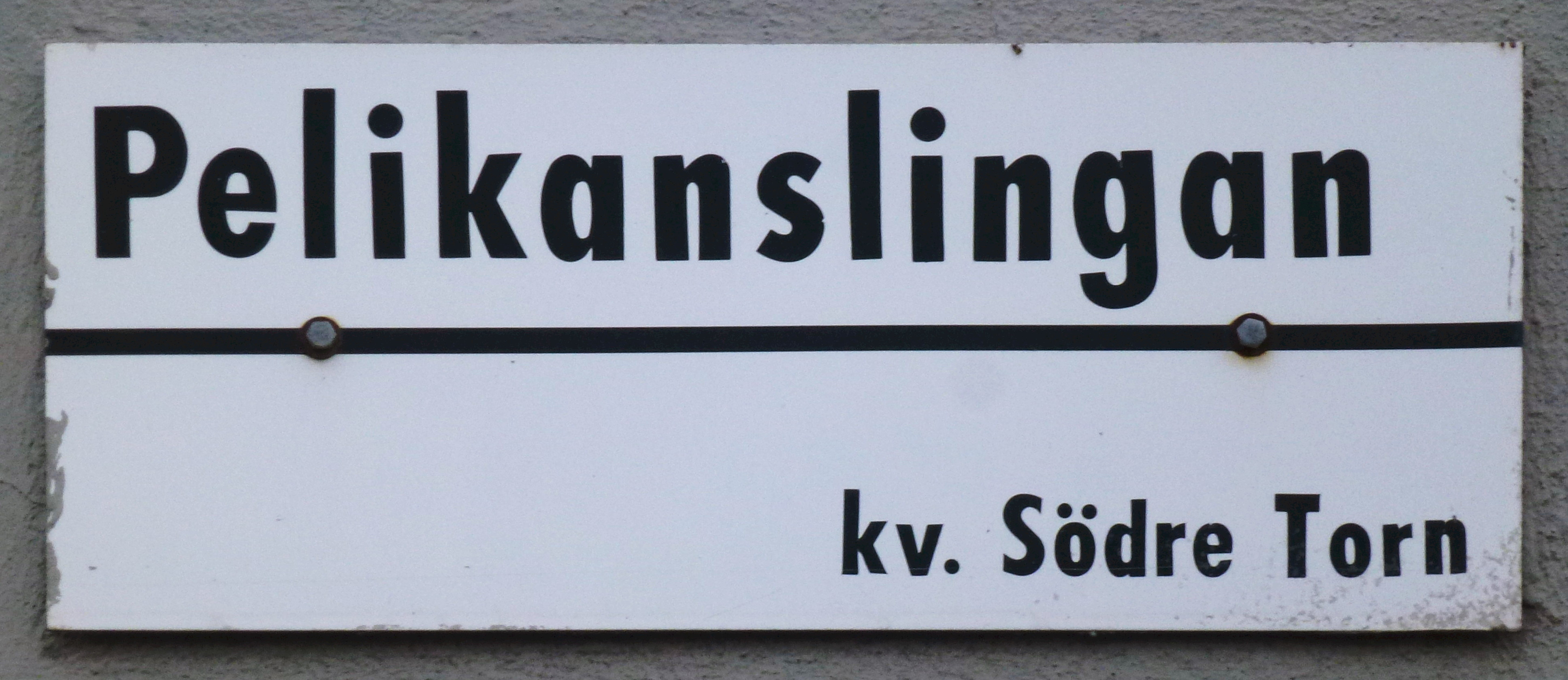
Pelikanslingan och "Kv. Södre Torn"

Tornets grundmurar fanns kvar under bebyggelsen vid Södermalmstorg och kunde undersökas i början av 1930-talet i samband med bygget för trafikapparaten Slussen. Yttre vallgravsmurens fundament bortschaktades slutligen i mitten av 1950-talet när tunnelbanans södra gren förlängdes från Slussens tunnelbanestation mot norr.
Kvartersbeteckningen Södre Torn, mitt i Pelikanslingan i Slussens trafikkarusell påminner än idag om Stockholms södra försvarsanläggning. Kvarteret är platsen för Kolingsborg uppförd 1953–1954 efter ritningar av arkitekt Arthur von Schmalensee och revs 2017 i samband med bygget av nya Slussen.

## Historiska fotografier

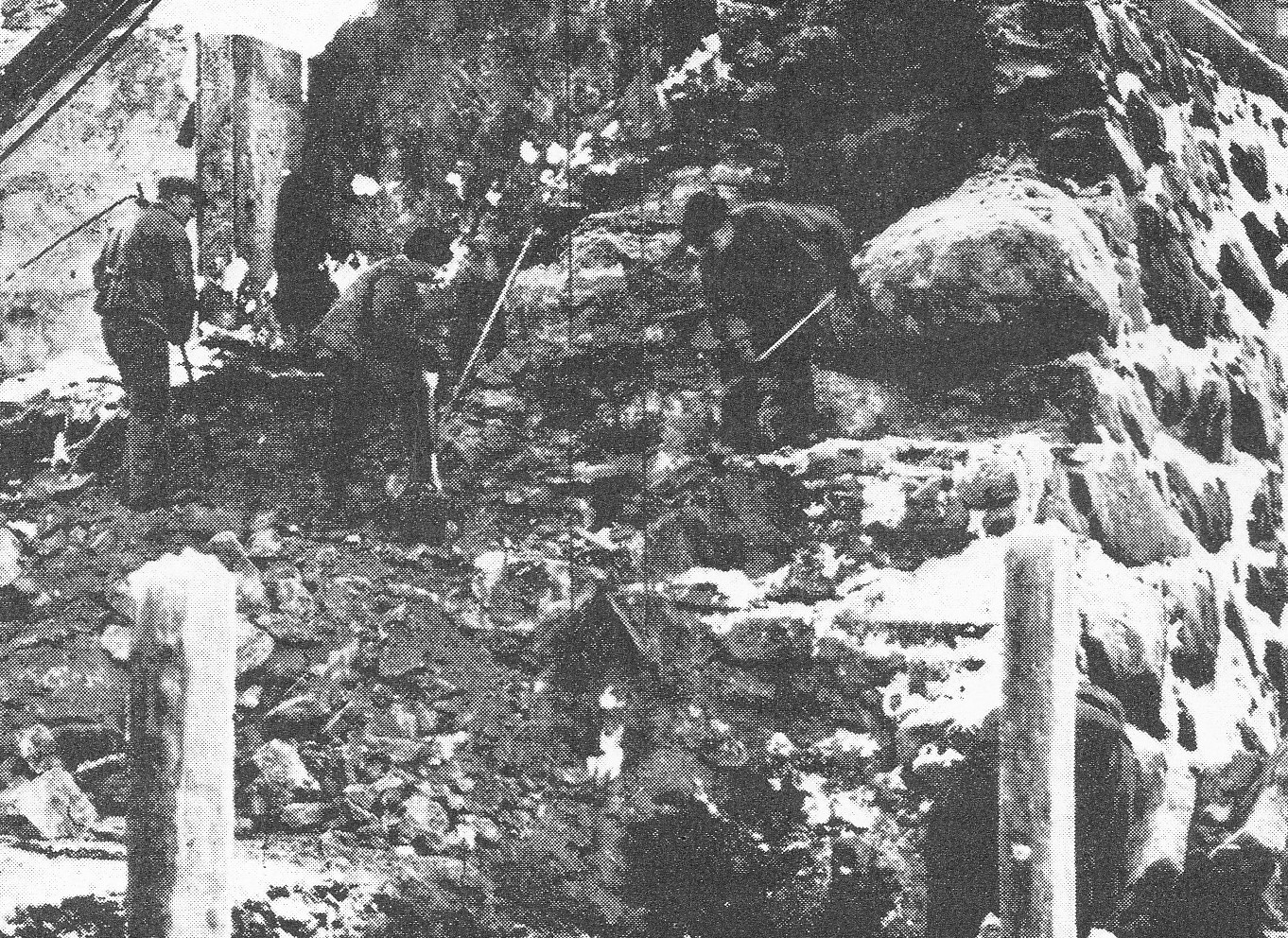
Del av yttre vallgravsmuren rivs under Slussenbygget 1932.
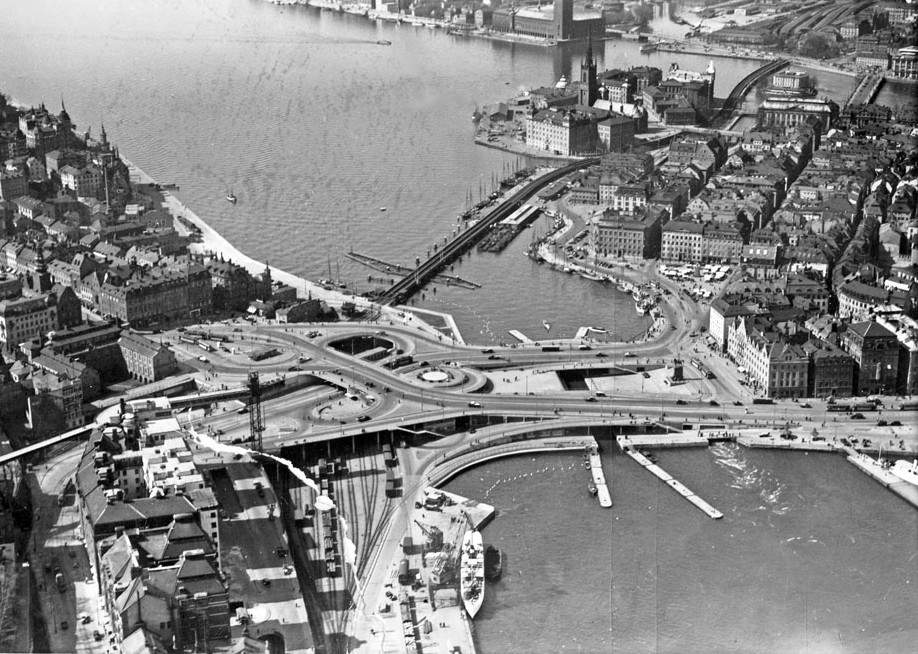
Området för Söderport sett mot väst, 1937.
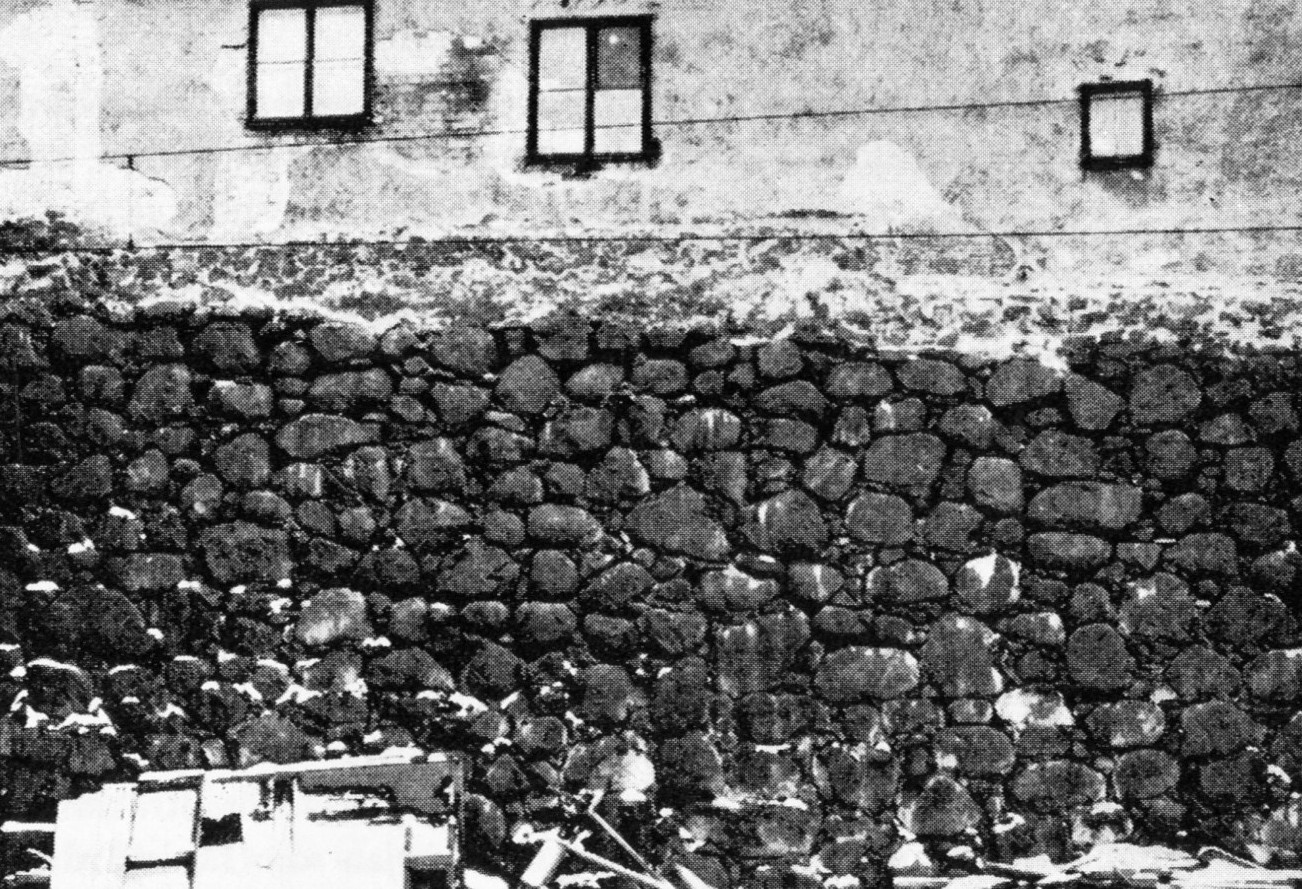
Del av yttre vallgravsmuren som var kvar till 1955.
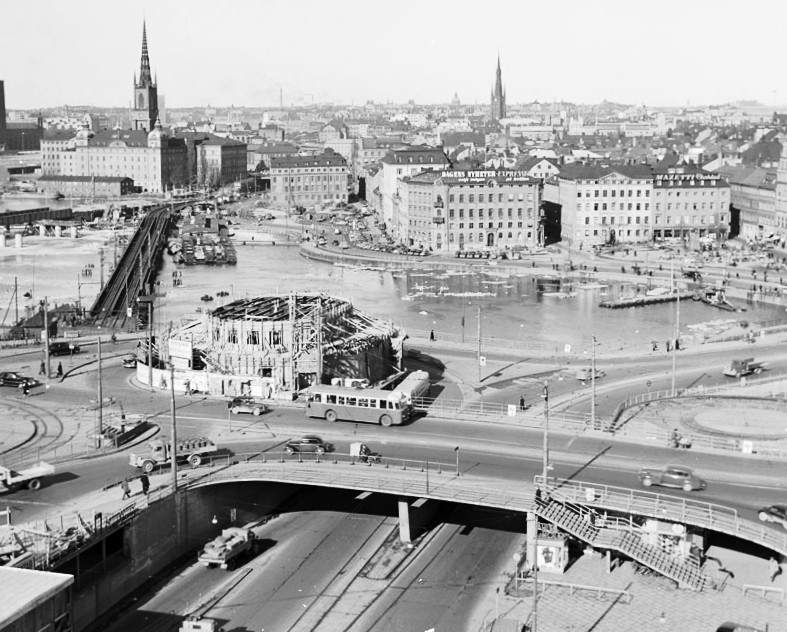
Kolingsborg byggs på platsen för yttre Söder torn, 1954.